# Spilogona perambulata
Spilogona perambulata este o specie de muște din genul Spilogona, familia Muscidae, descrisă de Huckett în anul 1965. Conform Catalogue of Life specia Spilogona perambulata nu are subspecii cunoscute.